# Macska-lyuk (Szentendre)
A Macska-lyuk mesterséges üreg, amely andezittufában lett kialakítva. A Duna–Ipoly Nemzeti Parkban, a Visegrádi-hegységben lévő Szentendre szélén található. A Visegrádi-hegység legrégebben leírt ürege. Régészeti és helytörténeti jelentőségű üreg.

## Leírás
Szentendre belterületétől északra, a Sztelin-patak északi partján emelkedő Asztal-kőtől délnyugatra lefutó gerinc északi oldalán, egy 10–15 méter magas, 20–30 méter hosszú sziklafal aljában van a sziklaeresz jellegű üreg. A Macska-lyuk nevet a Pilis és a Visegrádi-hegység turistatérképe feltünteti barlangjel nélkül, de rossz helyen. A valóságban a sárga turistajelzés bal oldalán található.
Valószínűleg a középkorban itt folytatott kőbányászat során keletkezett. A befoglaló kőzete a környék vulkanikus eredetű kőzete, azaz andezitbreccsa és andezittufa. Szabálytalan alakú, a hossza Skerletz Iván szerint hét méter, Szenti Tamás szerint 7,5 méter hosszan nyúlik be a sziklafalba. A legrövidebb részen is eléri a hossza a 2,2 métert. A szélessége 23,5 méter. A jobb oldalon egy függőleges, félig leomlott kürtő nyomai látszanak. Ennek alapján feltételezhető, hogy a sziklahelyiség régebben nagyobb lehetett.
Ilyen nagy sziklaeresz nem ismert a Visegrádi-hegység területén. A nyílt oldalánál egy 10 méter hosszú, rakott kőfal található, melyből három–négy leomlott kőrakás fut ki, amelyek lehet, hogy egykori helyiségek falainak a maradványai. Az üreg közelében további, nehezen megfigyelhető kőfalról írt Skerletz Iván. Az általa megjelentetett fényképen jól láthatók a külső falból az üreg belseje felé lefutó kőrakások, amelyeket az 1997. évi terepbejárás során már nem sikerült felfedezni. Valószínűleg emberi rombolás következtében tűntek el, de talán a jelenlegi talpszint alatt felismerhetők ezeknek a falaknak az alapjai.
Az üregnek tudományos szempontból nézve, elsősorban régészetileg van jelentősége és több embernek megfelelő menedékhely, amit a múltban biztos, hogy többször ki is használtak. Skerletz Iván is leírta az ásatások szükségességét. Érdekes helytörténeti adalékokkal szolgálhatna egy esetleges régészeti vizsgálat. A feltárás fényt deríthetne a valószínűleg középkori kőbányászat emlékeire és arra, hogy még milyen célt szolgált az üreg, valamint mi volt a rakott kőfalak célja és tényleg használták-e a pásztorok menedékhelyként. A régészeti lelőhely azonosító száma 11560.
Előfordul az üreg az irodalmában Macskalyuk (Vastagh, Schőnviszky 1956), Nyergeshegyi üreg (Bertalan 1976) és szentendrei Szelim-barlang (Bertalan 1976) neveken is. A Macska-lyuk közelében található Sas-kövi-barlang irodalmában említve van, hogy a Sas-kövi-barlang másik nevei Macskaluk, Macska-lyuk és Macskalyuk.

## Kutatástörténet
A Macska-lyukat először Bél Mátyás említette. Az ismertetésben az olvasható, hogy a hegyben nem mindennapi barlangokat lehet találni. Szentendre felett van egy kőbányához hasonló barlang sziklába bemélyedve, amelyről sokan azt hiszik, hogy törökök vágták ki kőfejtés céljára. Most rackajuhnyájnak ad menedéket, ha vihar közeledik. Bél Mátyás a Visegrádi-hegység üregei közül ezt az egyet ismertette a többi üregtől külön, beazonosíthatóan.
1940 körül készült kéziratában Mottl Mária említette meg szentendrei Szelim-barlang néven. Ezt a kéziratot nem sikerült megtalálni, ezért az abban leírtakról csak vázlatos ismeretek vannak Bertalan Károly 1976-os munkája alapján. Az 1947 augusztusában történt szentendrei sorozatgyilkosság után az elkövetőt üldöző nyomozók a Macska-lyukban olyan nyomokat, hátrahagyott fekhelyet és lőszerkészleteket rögzítettek, amelyek arra utaltak, hogy a tettes, aki egyébként az eljárás során mind a mai napig ismeretlen maradt, feltehetőleg itt húzhatta meg magát a gyilkosságokat megelőző napokban.

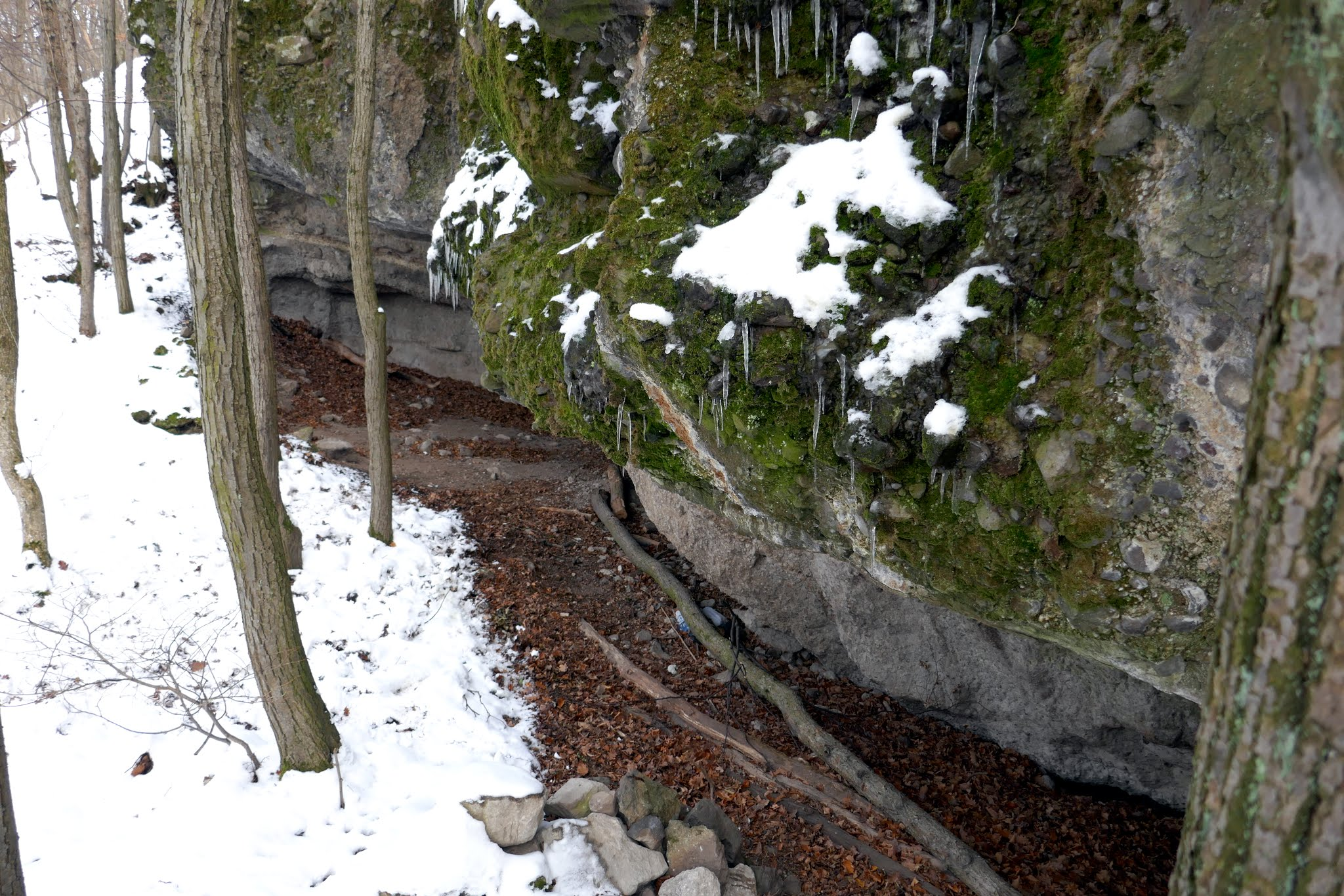
A Macska-lyuk 2018-ban

A Természetjárás 1956. februári számába Vastagh Gábor azt írta, hogy a Schőnviszky László által közölt és az 1955. évi Természetjárásban publikált cikkben leírt Saskövi-barlangot a régóta Szentendrén lakók Macskaluknak nevezik. A Szentendrén lakók közül senki sem tudja azt, hogy hol van a Sas-kő, de mindegyikük tudja, hogy hol van az Orlovác. Véleménye szerint nem szabad az ilyen, jellemző neveket idegenek által kitalált nevekre cserélni. Schőnviszky László ugyanott (a Természetjárás 1956. februári számában) az üreg Macskalyuk nevével kapcsolatban említi, hogy az egyik, környéken lakó felhívta figyelmét egy másik üregre. A környéken lakó szerint az a Macskalyuk. A Macska-lyukat, amely az Ókúttól induló, majd az Asztal-kőre vezető sárga sáv jelzésű turistaútba torkolló sárga kör jelzésű turistaút mellett helyezkedik el, megmutatta a környéken lakó Schőnviszky Lászlónak. Schőnviszky László szerint a Macska-lyuk teljesen mesterséges üreg, valószínűleg régi pince.
Az 1971. évi Archaeologiai Értesítőben lévő, Erdélyi István által írt tanulmányban szó van arról, hogy nemcsak a Holdvilág-árok kaptárfülkéi, hanem régészeti emlékei sem különülnek el a környék régészeti emlékeitől. 1966-ban Kiss Imre, a Szentendrei Idegenforgalmi Hivatal vezetője hívta fel Erdélyi István figyelmét a Szentendre közelében található Macskalyuk emlékeire. A Macskalyuk emlékeit megint megvizsgálták a helyszínen, de ásatást nem tudtak ott végezni. A helyszín kőzetanyaga a környék vulkanikus eredetű kőzete, ugyanolyan mint a Lom-hegyé. K–Ny irányban lett faragva itt a sziklafal, kialakítva a Ny-i részen egy nagy, jelenleg félig nyitott helyiséget. Ennek jobb oldali részén láthatók egy függőleges, félig leomlott kürtő nyomai. Kelet felé tovább haladva a kvadratikusan kimunkált kőtömbök kiváltási helyei, a lefaragott négyzetes felületek sorakoznak egymás mellett. Itt nincs nyoma tárónak. A Macska-lyuktól kissé távolabb helyezkedik el a Sas-kövi-barlang.
1975-ben Mihály Péter említette az üreget a Pest megyei kaptárkövekkel kapcsolatban. Erdélyi István szóbeli közlése után 1973-ban a helyszínen vizsgálta meg a Macska-lyuk melletti fülkenyomokat. Azután Skerletz Iván vizsgálta meg az üreget, aki részletes leírást adott róla és a rakott kőfalról egy fényképet közölt. Ő volt az első leíró, aki két külön üreget említett az Asztal-kőn, a Macska-lyukat és a Szentendrei-barlangot. Skerletz Iván egyetértett Erdélyi Istvánnal, hogy a Holdvilág-árok érdekes régészeti emlékei nem egyedülállók, hanem ide tartoznak a Macskalyuk és a Sas-kövi-barlang alakulatai is.

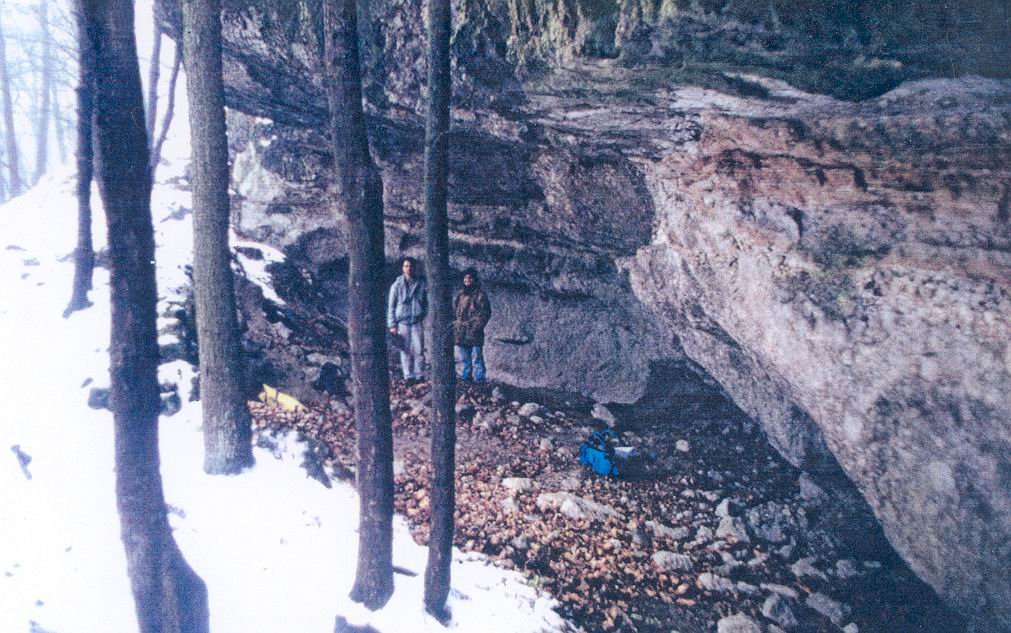
A Macska-lyuk 1997-ben

A Bertalan Károly által írt és 1976-ban befejezett barlangleltárban Nyergeshegyi üregek néven van említve a Macska-lyuk és a Szentendrei-barlang. A rövid leírás Skerletz Iván 1975. június 3-i telefonos közlése alapján íródott. A kéziratban ismertetve van a tévesen barlangnak vélt két üreg mérete. 1976. július 2-án kiegészítésként azt írta Bertalan Károly, hogy Skerletz Iván megadta a részletesebb adatokat, amelyek szerint az üregek mesterségesek. A barlangleltárban szentendrei Szelim-barlang néven is említve van a Macska-lyuk. Mottl Mária kézirata alapján Szentendrén, andezittufában található és Macska-lyuk is a neve. A kéziratnak ez a cédulája Mottl Mária 1940-ben készült kézirata és az 1974-ben kiadott Pilis hegység turistatérkép alapján lett írva.
Az 1984-ben napvilágot látott Magyarország barlangjai című könyv országos barlanglistájában szerepel a Macskaluk név, amely az összeállítás szerint a Sas-kövi-barlang egyik neve.
Az 1986-ban napvilágot látott Magyarország régészeti topográfiája című könyvben az van írva, hogy Szentendrétől É-ra, az Asztal-kőtől DNy-ra lefutó gerinc É-i oldalán lévő kőbánya legalsó sziklafalában található mesterséges barlangtól K-re van egy másik, 20–30 m hosszú sziklafal. A sziklafal aljában helyezkedik el a Macskalyuk, amely egy félig nyitott sziklahelyiség. Az üreg a 28/39. sz. lelőhely (középkor?, bánya, barlang). A szabálytalan alakú üreg legnagyobb mélysége napjainkban 7 m. Nyitott szélén rakott kőfal védi, amely 10 m hosszú. A kőfalból 3–4 leomlott kőrakás fut ki (régi helyiségek falai?). A barlang közelében van egy másik kőfal, amely nehezen észrevehető. Bél Mátyás valószínűleg ezt a lelőhelyet említi: Szentendre felett van egy sziklába bemélyedő barlang, amely kőbányához hasonló. A kiadványban van egy Szentendre térkép, amelyen megfigyelhető a Macska-lyuk földrajzi elhelyezkedése. A térképen 39-es számmal van jelölve a lelőhely.
1997. december 21-én Szenti Tamás Ferenczi Balázzsal és Sarvajcz Zoltánnal kereste meg az üreget. Ők felmérték és elkészítették fénykép-dokumentációját. 1998-ban Szenti Tamás több helyen ismertette az üreget. A 2001. november 12-én készült Magyarország nemkarsztos barlangjainak irodalomjegyzéke című kézirat barlangnévmutatójában szerepel a Macska-lyuk. A barlangnévmutatóban fel van sorolva 10 irodalmi mű, amelyek foglalkoznak az üreggel. A 366. tétel nem említi, a 365. tétel említi.
A 2013-ban publikált és Varga Gábor által írt tanulmányban a Pest megyében lévő Szentendrén elhelyezkedő és 11560 lelőhely-azonosítójú Macska-lyuk a mesterséges üregként nyilvántartott régészeti lelőhelyek közé van sorolva. A 2014. évi Karsztfejlődésben megjelent tanulmányban az olvasható, hogy Bél Mátyás 1792-es Notitiájában röviden leírta a Szentendrén található Macska-lyukat. Az Asztal-kőben két bányafalba faragott csarnok, a Szentendrei-barlang és a Bél Mátyás által 1792-ben említett üreg, a Macska-lyuk található. A Visegrádi-hegység üregei közül legkorábban a Macska-lyuk lett említve. Az üregből egy-két szerszám maradványa és kaptárfülkék ismertek. A Visegrádi-hegység 7 barlangszerű, mesterséges üregének egyike a 7,5×23,5 m alapterületű és 2,1 m magas üreg.

## További irodalom
- Mottl Mária: Ásatásra alkalmas barlangok. 1940 körül. Kézirat a hagyatéki anyagban.